# Alphonse Antonio de Sarasa
Alphonse Antonio de Sarasa (Condado da Flandres, 1618 — Bruxelas, 1667) foi um matemático e jesuíta belga que teve grande contribuição no entendimento dos logaritmos, particularmente, das áreas formadas entre o eixo das abcissas e a hipérbole.

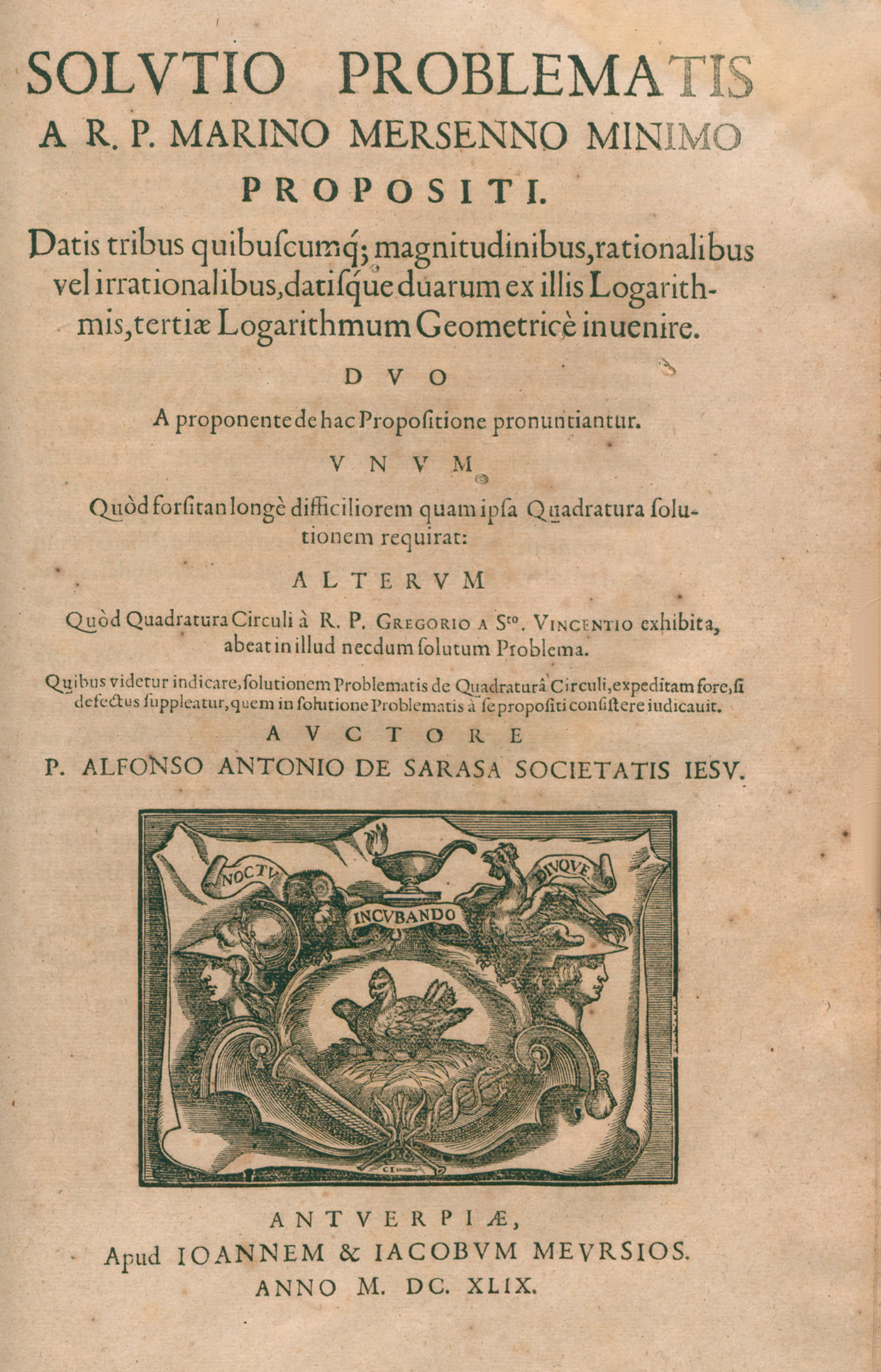
Solutio problematis a R. P. Marino Mersenno minimo propositi, 1649